# J'ai demandé à la lune
J'ai demandé à la lune is een nummer van de Franse band Indochine uit 2002. Het is de tweede single van hun negende studioalbum Paradize.
De achtergrondvocalen op het nummer werden gezongen door de dochter van een vriend van frontman Nicola Sirkis, een voorstel dat kwam van Sirkis zelf. Na lange tijd geen hits meer te hebben gescoord, leverde "J'ai demandé à la lune" Indochine weer een enorme hit op in Franstalig Europa. Het nummer bereikte de eerste positie in Frankrijk en Wallonië, en kwam in Zwitserland op nummer 4 terecht.

## Tracklijst
- CD single

1. "J'ai demandé à la lune" — 3:29
2. "Punker" — 2:50
3. "Glory Hole" — 3:27